# Hartmut Ruddies

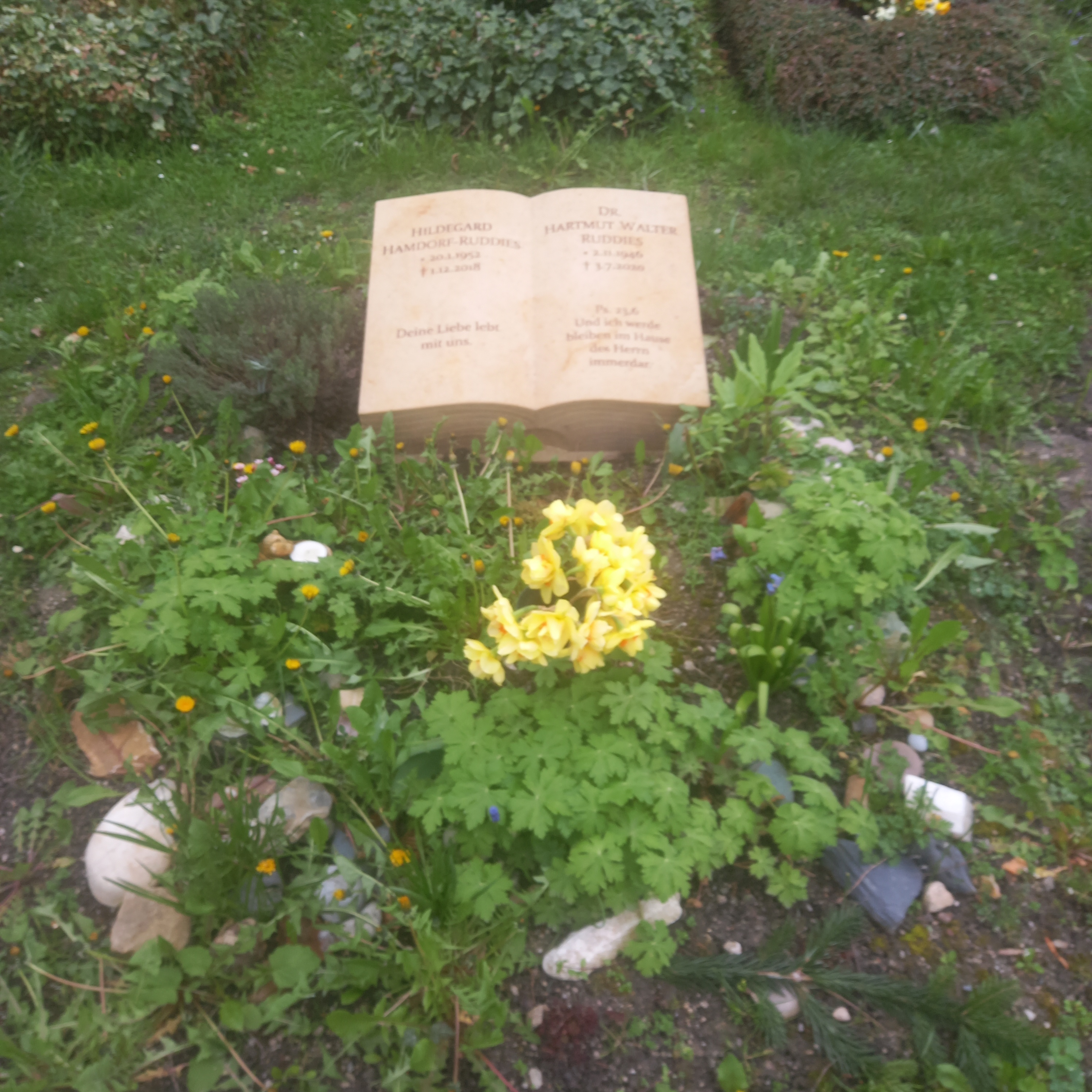
Das Grab von Hartmut Ruddies und seiner Ehefrau Hildegard Hamdorf-Ruddies auf dem Laurentiusfriedhof (Halle)

Hartmut Ruddies (* 2. November 1946 in Leer (Ostfriesland); † 3. Juli 2020 in Halle (Saale)) war ein deutscher evangelischer Systematischer Theologe.

## Leben und Wirken
Ruddies verbrachte Kindheit und Jugend in Leer, später im Rheinland. Er entstammte einer Familie aus dem Memelland. Er studierte Theologie und Geschichte an der Kirchlichen Hochschule in Wuppertal sowie an den Universitäten Bonn und Göttingen. Dabei folgte er jeweils den Stationen seines wichtigsten theologischen Lehrers, Hans-Georg Geyer. Bei ihm arbeitete er als Assistent zunächst in Göttingen und von 1982 bis 1989 an der Johann Wolfgang Goethe-Universität Frankfurt am Main, bevor er als Mitarbeiter am Karl-Barth-Institut nach Göttingen zurückkehrte. 1994 schloss er in Göttingen seine Promotion zum Verhältnis zwischen Karl Barth und der liberalen Theologie ab. 2002 folgte er seiner Frau Hildegard Hamdorf-Ruddies (1952–2018), die die Leitung des Seelsorgeseminars der Evangelischen Kirche in Mitteldeutschland übernommen hatte, nach Halle (Saale). Hier entfaltete er an der Theologischen Fakultät bis zu seinem Lebensende eine umfangreiche Lehrtätigkeit.
Außerdem wirkte er regelmäßig als Gastdozent am Theologischen Seminar der Evangelisch-lutherischen Kirche in Russland, der Ukraine, in Kasachstan und Mittelasien (ELKRAS) in Nowosaratowka bei St. Petersburg. Daneben war er seit den 1990er Jahren Vorstandsmitglied der Ernst-Troeltsch-Gesellschaft sowie langjähriger Präsident der jährlichen Karl-Barth-Tagung auf dem Leuenberg (in Hölstein bei Basel).
Hartmut Ruddies starb am 3. Juli 2020 in Halle.

## Publikationen (Auswahl)
- zusammen mit Friedrich Wilhelm Graf: Ernst Troeltsch Bibliographie. J.C.B. Mohr, Tübingen 1982, ISBN 3-16-144562-7.
- zusammen mit Dietrich Korsch (Hrsg.): Wahrheit und Versöhnung. Theologische und philosophische Beiträge zur Gotteslehre. Mohn, Gütersloh 1989, ISBN 3-579-00272-4.
- zusammen mit Pierre Gisel (Hrsg.): Histoire et théologie chez Ernst Troeltsch. Labor et Fides,  Genève 1992, ISBN 2-8309-0668-3.
- Karl Barth und die liberale Theologie: Fallstudien zu einem theologischen Epochenwechsel. Diss. Göttingen, 1994.
- Protestantismus und Demokratie in Westdeutschland. In: Claudia Lepp und Kurt Nowak (Hrsg.): Evangelische Kirche im geteilten Deutschland (1945–1989/90). Vandenhoeck & Ruprecht, Göttingen 2001, ISBN 3-525-01623-9, S. 206–227.
- Evangelium und Kultur. Die Kontroverse zwischen Adolf von Harnack und Karl Barth. In: Kurt Nowak und Otto Gerhard Oexle (Hrsg.): Adolf von Harnack. Theologe, Historiker, Wissenschaftspolitiker. Vandenhoeck und Ruprecht, Göttingen 2001, ISBN 3-525-35477-0, S. 103–126.
- zusammen mit Hans T. Goebel, Dietrich Korsch und Jürgen Seim (Hrsg.): Andenken. Theologische Aufsatze von Hans-Georg Geyer. Mohr Siebeck, Tübingen 2003, ISBN 978-3-16-148065-2.
- Mendelssohn Bartholdy als Protestant. In: Hans Joachim Marx (Hrsg.): Hamburger Mendelssohn-Vorträge (Band 1). Christians, Hamburg 2003, ISBN 3-7672-1415-6, S. 61–80.
- Karl Barth als liberaler Theologe. Eine Skizze zu den Anfängen seiner Theologie. In: Roderich Barth u. a. (Hrsg.): Protestantismus zwischen Aufklärung und Moderne. Lang, Frankfurt am Main 2005, ISBN 3-631-53586-4, S. 389–402.
- Die nationalsozialistische Unterwanderung der deutschen Universitäten. In: Christian Danz und Werner Schüßler (Hrsg.): Religion – Kultur – Gesellschaft. Der frühe Tillich im Spiegel neuer Texte (1919–1920). Lit, Wien 2008, ISBN 978-3-8258-1297-3, S. 303–312.
- Hans-Georg Geyer: Leben und Werk. Ein Porträt in Perspektive. In: Katharina von Bremen (Hrsg.): Gott und Freiheit. Theologische Denkanstöße Hans-Georg Geyers. Institut für Kirche und Gesellschaft, Schwerte-Villigst 2008, ISBN 978-3-939115-12-0, S. 9–24.
- Liberaler Protestantismus und Liberales Judentum. In: Christentum und Judentum (2012), S. 611–621.